# Aubevoye
Aubevoye foi uma antiga comuna francesa na região administrativa da Normandia, no departamento de Eure. Estendia-se por uma área de 7,64 km². Em 2010 a comuna tinha 5 562 habitantes (densidade: 728 hab./km²).
Em 1 de janeiro de 2016, passou a formar parte da nova comuna de Le Val-d'Hazey.